# ROH Pure Tournament
ROH Pure Tournament fue un  torneo especial, promovido por la empresa estadounidense de lucha libre profesional Ring of Honor. Este torneo estaba programado para comenzar el 12 de abril, pero fue pospuesto el 12 de septiembre de 2020 debido a la pandemia de COVID-19.
Este torneo cuenta con 16 luchadores compitiendo por el Campeonato Puro de ROH recientemente reactivado: 9 de Ring of Honor, 2 de New Japan Pro-Wrestling y 5 de agente libre o luchadores independientes.

## Antecedentes
Se anunció que el Campeonato Puro de ROH se reactivará el 12 de abril de 2020, y se verá por primera vez en más de 14 años, con eventos que tendrán lugar en Columbus, Ohio y Pittsburgh, Pennsylvania. Sin embargo, los planes tuvieron que posponerse debido a la pandemia de coronavirus (COVID-19), y ROH suspendió toda la producción de televisión inmediatamente después. En agosto, se anunció que ROH volvería a producir TV con el ROH Pure Tournament que originalmente estaba programado para abril. El campo de luchadores anunciado incluye a Jay Lethal, Dalton Castle, Jonathan Gresham, Tracy Williams, Kenny King, PJ Black, Josh Woods, Delirious y Silas Young de Ring of Honor; David Finlay y Rocky Romero de New Japan Pro-Wrestling; y Matt Sydal, Fred Yehi, Tony Deppen, Wheeler Yuta y Rust Taylor del circuito independiente. En el caso de que algún luchador no pueda competir por cualquier motivo, hay 2 luchadores alternativos para cada bloque, Dak Draper y Brian Johnson.

## Resultados
|  | Round 1 12 de septiembre, 19 y 26 de septiembre, 3 de octubre | Round 1 12 de septiembre, 19 y 26 de septiembre, 3 de octubre | Round 1 12 de septiembre, 19 y 26 de septiembre, 3 de octubre |                  |                  | Round 2 10 y 17 de octubre | Round 2 10 y 17 de octubre | Round 2 10 y 17 de octubre |  |                  | Semifinal 24 de octubre | Semifinal 24 de octubre | Semifinal 24 de octubre |  |                | Final 31 de octubre | Final 31 de octubre | Final 31 de octubre |  |
|  |                                                               |                                                               |                                                               |                  |                  |                            |                            |                            |  |                  |                         |                         |                         |  |                |                     |                     |                     |  |
|  |                                                               |                                                               |                                                               |                  |                  |                            |                            |                            |  |                  |                         |                         |                         |  |                |                     |                     |                     |  |
|  | 1                                                             | Jay Lethal                                                    | Pin                                                           |                  |                  |                            |                            |                            |  |                  |                         |                         |                         |  |                |                     |                     |                     |  |
|  | 1                                                             | Jay Lethal                                                    | Pin                                                           |                  |                  |                            |                            |                            |  |                  |                         |                         |                         |  |                |                     |                     |                     |  |
|  | 16                                                            | Dalton Castle                                                 | 13:10                                                         |                  |                  |                            |                            |                            |  |                  |                         |                         |                         |  |                |                     |                     |                     |  |
|  | 16                                                            | Dalton Castle                                                 | 13:10                                                         |                  | Jay Lethal       | Jay Lethal                 | Pin                        |                            |  |                  |                         |                         |                         |  |                |                     |                     |                     |  |
|  |                                                               |                                                               |                                                               |                  | Jay Lethal       | Jay Lethal                 | Pin                        |                            |  |                  |                         |                         |                         |  |                |                     |                     |                     |  |
|  |                                                               |                                                               | David Finlay                                                  | David Finlay     | 14:57            |                            |                            |                            |  |                  |                         |                         |                         |  |                |                     |                     |                     |  |
|  | 9                                                             | David Finlay                                                  | David Finlay                                                  | David Finlay     | 14:57            | Pin                        |                            |                            |  |                  |                         |                         |                         |  |                |                     |                     |                     |  |
|  | 9                                                             | David Finlay                                                  |                                                               |                  |                  |                            |                            |                            |  |                  |                         |                         |                         |  |                |                     |                     |                     |  |
|  | 8                                                             | Rocky Romero                                                  | 13:01                                                         |                  |                  |                            |                            |                            |  |                  |                         |                         |                         |  |                |                     |                     |                     |  |
|  | 8                                                             | Rocky Romero                                                  | 13:01                                                         |                  |                  |                            |                            |                            |  | Jay Lethal       | Jay Lethal              | 19:29                   |                         |  |                |                     |                     |                     |  |
|  | Bloque A                                                      |                                                               |                                                               |                  |                  |                            |                            |                            |  | Jay Lethal       | Jay Lethal              | 19:29                   |                         |  |                |                     |                     |                     |  |
|  |                                                               |                                                               | Tracy Williams                                                | Tracy Williams   | Sub              |                            |                            |                            |  |                  |                         |                         |                         |  |                |                     |                     |                     |  |
|  | 5                                                             | Silas Young                                                   | Tracy Williams                                                | Tracy Williams   | Sub              | 13:00                      |                            |                            |  |                  |                         |                         |                         |  |                |                     |                     |                     |  |
|  | 5                                                             | Silas Young                                                   |                                                               |                  |                  |                            |                            |                            |  |                  |                         |                         |                         |  |                |                     |                     |                     |  |
|  | 12                                                            | Fred Yehi                                                     | Pin                                                           |                  |                  |                            |                            |                            |  |                  |                         |                         |                         |  |                |                     |                     |                     |  |
|  | 12                                                            | Fred Yehi                                                     | Pin                                                           |                  | Fred Yehi        | Fred Yehi                  | 14:03                      |                            |  |                  |                         |                         |                         |  |                |                     |                     |                     |  |
|  |                                                               |                                                               |                                                               |                  | Fred Yehi        | Fred Yehi                  | 14:03                      |                            |  |                  |                         |                         |                         |  |                |                     |                     |                     |  |
|  |                                                               |                                                               | Tracy Williams                                                | Tracy Williams   | Sub              |                            |                            |                            |  |                  |                         |                         |                         |  |                |                     |                     |                     |  |
|  | 13                                                            | Tracy Williams                                                | Tracy Williams                                                | Tracy Williams   | Sub              | Sub                        |                            |                            |  |                  |                         |                         |                         |  |                |                     |                     |                     |  |
|  | 13                                                            | Tracy Williams                                                |                                                               |                  |                  |                            |                            |                            |  |                  |                         |                         |                         |  |                |                     |                     |                     |  |
|  | 4                                                             | Rust Taylor                                                   | 14:25                                                         |                  |                  |                            |                            |                            |  |                  |                         |                         |                         |  |                |                     |                     |                     |  |
|  | 4                                                             | Rust Taylor                                                   | 14:25                                                         |                  |                  |                            |                            |                            |  |                  |                         |                         |                         |  | Tracy Williams | Tracy Williams      | 14:36               |                     |  |
|  |                                                               |                                                               |                                                               |                  |                  |                            |                            |                            |  |                  |                         |                         |                         |  | Tracy Williams | Tracy Williams      | 14:36               |                     |  |
|  |                                                               |                                                               | Jonathan Gresham                                              | Jonathan Gresham | Sub              |                            |                            |                            |  |                  |                         |                         |                         |  |                |                     |                     |                     |  |
|  | 3                                                             | Jonathan Gresham                                              | Jonathan Gresham                                              | Jonathan Gresham | Sub              | Sub                        |                            |                            |  |                  |                         |                         |                         |  |                |                     |                     |                     |  |
|  | 3                                                             | Jonathan Gresham                                              |                                                               |                  |                  |                            |                            |                            |  |                  |                         |                         |                         |  |                |                     |                     |                     |  |
|  | 14                                                            | Wheeler Yuta                                                  | 10:24                                                         |                  |                  |                            |                            |                            |  |                  |                         |                         |                         |  |                |                     |                     |                     |  |
|  | 14                                                            | Wheeler Yuta                                                  | 10:24                                                         |                  | Jonathan Gresham | Jonathan Gresham           | Sub                        |                            |  |                  |                         |                         |                         |  |                |                     |                     |                     |  |
|  |                                                               |                                                               |                                                               |                  | Jonathan Gresham | Jonathan Gresham           | Sub                        |                            |  |                  |                         |                         |                         |  |                |                     |                     |                     |  |
|  |                                                               |                                                               | Matt Sydal                                                    | Matt Sydal       | 13:27            |                            |                            |                            |  |                  |                         |                         |                         |  |                |                     |                     |                     |  |
|  | 11                                                            | Delirious                                                     | Matt Sydal                                                    | Matt Sydal       | 13:27            | Sub                        |                            |                            |  |                  |                         |                         |                         |  |                |                     |                     |                     |  |
|  | 11                                                            | Delirious                                                     |                                                               |                  |                  |                            |                            |                            |  |                  |                         |                         |                         |  |                |                     |                     |                     |  |
|  | 6                                                             | Matt Sydal                                                    | 9:56                                                          |                  |                  |                            |                            |                            |  |                  |                         |                         |                         |  |                |                     |                     |                     |  |
|  | 6                                                             | Matt Sydal                                                    | 9:56                                                          |                  |                  |                            |                            |                            |  | Jonathan Gresham | Jonathan Gresham        | Pin                     |                         |  |                |                     |                     |                     |  |
|  | Bloque B                                                      |                                                               |                                                               |                  |                  |                            |                            |                            |  | Jonathan Gresham | Jonathan Gresham        | Pin                     |                         |  |                |                     |                     |                     |  |
|  |                                                               |                                                               | Josh Woods                                                    | Josh Woods       | 12:00            |                            |                            |                            |  |                  |                         |                         |                         |  |                |                     |                     |                     |  |
|  | 7                                                             | Josh Woods                                                    | Josh Woods                                                    | Josh Woods       | 12:00            | Decision                   |                            |                            |  |                  |                         |                         |                         |  |                |                     |                     |                     |  |
|  | 7                                                             | Josh Woods                                                    |                                                               |                  |                  |                            |                            |                            |  |                  |                         |                         |                         |  |                |                     |                     |                     |  |
|  | 10                                                            | Kenny King                                                    | 15:00                                                         |                  |                  |                            |                            |                            |  |                  |                         |                         |                         |  |                |                     |                     |                     |  |
|  | 10                                                            | Kenny King                                                    | 15:00                                                         |                  | Josh Woods       | Josh Woods                 | Sub                        |                            |  |                  |                         |                         |                         |  |                |                     |                     |                     |  |
|  |                                                               |                                                               |                                                               |                  | Josh Woods       | Josh Woods                 | Sub                        |                            |  |                  |                         |                         |                         |  |                |                     |                     |                     |  |
|  |                                                               |                                                               | PJ Black                                                      | PJ Black         | 13:27            |                            |                            |                            |  |                  |                         |                         |                         |  |                |                     |                     |                     |  |
|  | 15                                                            | PJ Black                                                      | PJ Black                                                      | PJ Black         | 13:27            | Pin                        |                            |                            |  |                  |                         |                         |                         |  |                |                     |                     |                     |  |
|  | 15                                                            | PJ Black                                                      |                                                               |                  |                  |                            |                            |                            |  |                  |                         |                         |                         |  |                |                     |                     |                     |  |
|  | 2                                                             | Tony Deppen                                                   | 12:06                                                         |                  |                  |                            |                            |                            |  |                  |                         |                         |                         |  |                |                     |                     |                     |  |
|  | 2                                                             | Tony Deppen                                                   | 12:06                                                         |                  |                  |                            |                            |                            |  |                  |                         |                         |                         |  |                |                     |                     |                     |  |
|  |                                                               |                                                               |                                                               |                  |                  |                            |                            |                            |  |                  |                         |                         |                         |  |                |                     |                     |                     |  |

## Detalle de las Luchas
Round 1:
- Lucha N°1: Jay Lethal derrotó a Dalton Castle.
  - Lethal cubrió a Castle después de un «Lethal Injection».
- Lucha N°2: Jonathan Gresham derrotó a Wheeler Yuta.
  - Gresham forzó a Yuta a rendirse con un «Ankle Lock».
- Lucha N°3: David Finlay derrotó a Rocky Romero.
  - Finlay cubrió a Romero después de un «Brainbuster».
- Lucha N°4: Matt Sydal derrotó a Delirious.
  - Sydal forzó a Delirious a rendirse con un «Cobra Stretch».
- Lucha N°5: Fred Yehi derrotó a Silas Young.
  - Yehi cubrió Young con un «Small Package».
- Lucha N°6: Josh Woods derrotó a Kenny King.
  - Woods cubrió a Kenny después de un «Royal Flush».
- Lucha N°7: Tracy Williams derrotó a Rust Taylor.
  - Williams forzó a rendirse a Taylor con un «Crossface».
- Lucha N°8: PJ Black derrotó a Tony Deppen.
  - Black cubrió a Deppen después de un «Crucifix Driver».

Round 2:
- Lucha N°1: Jay Lethal derrotó a David Finlay.
  - Lethal cubrió a Finlay después de un «Lethal Injection».
- Lucha N°2: Jonathan Gresham derrotó a Matt Sydal.
  - Gresham forzó a Sydal a rendirse con un «Ankle Lock».
- Lucha N°3: Tracy Williams derrotó a Fred Yehi.
  - Williams forzó a rendirse a Yehi con un «Crossface».
- Lucha N°4: Josh Woods derrotó a PJ Black.
  - Woods forzó a Black rendirse con un «Ankle Lock».

Semifinal:
- Lucha N°1: Jonathan Gresham derrotó a Josh Woods.
  - Gresham cubrió a Woods después de un «Octopus Hold».
- Lucha N°2: Tracy Williams derrotó a Jay Lethal.
  - Williams forzó a rendirse a Lethal con un «Crossface».

Final:
- Lucha N°1: Jonathan Gresham derrotó a Tracy Williams.
  - Gresham forzó a Williams rendirse con un «Ankle Lock».